# Chiloglanis paratus
Chiloglanis paratus е вид лъчеперка от семейство Mochokidae.

## Разпространение
Видът е разпространен в Зимбабве, Мозамбик, Свазиленд и Южна Африка (Квазулу-Натал, Лимпопо и Мпумаланга).